# Скопино (Курганская область)
Скопино — село в Белозерском районе Курганской области России. Административный центр и единственный населённый пункт Скопинского сельсовета.

## География
Село находится на севере области, в лесостепной зоне, к западу от автодороги Р254, на расстоянии примерно 10 километров (по прямой) к северо-западу от села Белозерского, административного центра района. Абсолютная высота — 96 метров над уровнем моря.
Климат
Климат характеризуется как континентальный с холодной малоснежной зимой и тёплым сухим летом. Среднегодовая температура — 2 °C. Средняя температура воздуха самого тёплого месяца (июля) составляет 20 °C (абсолютный максимум — 41 °C); самого холодного (января) — −17 °C (абсолютный минимум — −48 °C). Среднегодовое количество атмосферных осадков составляет 385 мм, из которых 290 мм выпадает в период с апреля по октябрь. Устойчивый снежный покров держится в течение 145 дней.
Часовой пояс
Село Скопино, как и вся Курганская область, находится в часовой зоне МСК+2. Смещение применяемого времени относительно UTC составляет +5:00.

## Население
| 1912 | 1926 | 1989 | 2002 | 2010 | 2012 | 2013 |
| ---- | ---- | ---- | ---- | ---- | ---- | ---- |
| 807  | ↗928 | ↘480 | ↘463 | ↘349 | ↘332 | ↘309 |
| 2014 | 2015 | 2016 | 2017 | 2018 |      |      |
| ↘300 | ↘298 | ↘289 | ↗292 | ↘285 |      |      |

Гендерный состав
По данным Всероссийской переписи населения 2010 года в гендерной структуре населения мужчины составляли 47,6 %, женщины — соответственно 52,4 %.
Национальный состав
Согласно результатам Всероссийской переписи населения 2002 года, в национальной структуре населения русские составляли 89 %.